# Campionat de Zúric 2005
L'edició del 2005 del Campionat de Zuric, una semiclàssica ciclista disputada als voltants de Zúric, tingué lloc el 2 d'octubre. Paolo Bettini (Quick Step-Innergetic) aconseguí la victòria en solitari, superant de gairebé tres minuts un grup perseguidor format per Fränk Schleck (Team CSC) i Lorenzo Bernucci (Fassa Bortolo). Danilo Di Luca s'assegurà la victòria final a l'UCI ProTour 2005 gràcies als 20 punts que li proporcionava el seu quart lloc a la cursa.

## Classificació general
|    | Ciclista            | Equip                   | Temps     |
| -- | ------------------- | ----------------------- | --------- |
| 1  | Paolo Bettini       | Quick Step-Innergetic   | 6h 06'22" |
| 2  | Fränk Schleck       | Team CSC                | + 2'57"   |
| 3  | Lorenzo Bernucci    | Fassa Bortolo           | m. t.     |
| 4  | Danilo Di Luca      | Liquigas-Bianchi        | + 3'10"   |
| 5  | Samuel Sánchez      | Euskaltel-Euskadi       | m. t.     |
| 6  | Steffen Wesemann    | T-Mobile Team           | + 3'35"   |
| 7  | Heinrich Haussler   | Gerolsteiner            | + 3'39"   |
| 8  | Thomas Lövkvist     | Française des Jeux      | + 3'41"   |
| 9  | Mirko Celestino     | Domina Vacanze-De Nardi | + 3'57"   |
| 10 | Vladimir Miholjević | Liquigas-Bianchi        | m. t.     |